# Stylidium capillare
Stylidium capillare är en tvåhjärtbladig växtart som beskrevs av Robert Brown. Stylidium capillare ingår i släktet Stylidium och familjen Stylidiaceae. Inga underarter finns listade i Catalogue of Life.